# Alcis nigriscripta
Alcis nigriscripta är en fjärilsart som beskrevs av W. Warren 1903. Alcis nigriscripta ingår i släktet Alcis och familjen mätare. Inga underarter finns listade i Catalogue of Life.